# Caratteri cinesi semplificati
L'insieme di caratteri in forma semplice (tradizionale: 簡體字, semplificato: 简体字, pinyin: jiǎntǐzì), o caratteri semplificati (tradizionale: 簡化字, semplificato: 简化字, pinyin: jiǎnhuàzì) rappresenta uno dei due modi standard di scrittura cinese contemporanea; l'altro è detto caratteri cinesi tradizionali. Questo insieme di caratteri è stato semplificato ufficialmente dal governo della Repubblica Popolare Cinese (中华人民共和国) alla metà del XX secolo per promuovere l'alfabetizzazione. Nella Cina continentale (中国大陆) viene utilizzato il cinese semplificato, mentre a Hong Kong (香港), Macao (澳门) e Taiwan (台湾) si usa il cinese tradizionale.

## Origini e storia
Sebbene la semplificazione dei caratteri sia associata alla Repubblica popolare cinese, essa è precedente al 1949. I testi scritti in corsivo quasi sempre includono semplificazioni.
Forme semplificate sono sempre esistite, fino a risalire alla dinastia Qin (秦朝, 221 - 206 a.C.). Negli anni trenta e anni quaranta la discussione sulla semplificazione dei caratteri ebbe luogo già col governo del Kuomintang (国民党), ed anche allora un gran numero di intellettuali e scrittori cinesi sostennero che la semplificazione avrebbe aiutato l'alfabetizzazione.
La Repubblica popolare cinese diffuse ufficialmente la semplificazione dei caratteri in due fasi, una nel 1956 e l'altra nel 1964.
Erroneamente alcuni credono che la Cina abbia proibito i caratteri tradizionali, invece i caratteri tradizionali continuano ad essere adottabili. Piuttosto si tende a considerare il sistema semplificato come stabile, cioè non soggetto a ulteriori semplificazioni, e neppure soggetto a regressione dalle semplificazioni già adottate.
Rispettando il principio "un Paese, due sistemi", la Repubblica popolare cinese non ha praticato alcuna azione per indurre i territori o paesi che adottano la scrittura tradizionale ad usare i caratteri semplificati.

## Codificazione per computer
Nella scrittura a computer, il Codice Guóbiāo o GB （国标）è usato più frequentemente per i caratteri semplificati, mentre il Big5 è usato più frequentemente per i caratteri tradizionali.

## Confronto caratteri semplificati e caratteri tradizionali
Per avere una prima e fondamentale panoramica dei caratteri tradizionali e semplificati insieme, si offre la tavola dei caratteri tradizionali più diffusi (汉语水平考试，漢語水平考試 Han4yu3 shui3ping2 kao3shi4 HSK1-4 versione 2018) con la traslitterazione pinyin (sistema cifra-tono), il relativo carattere semplificato (简体字，簡體字 jian3ti3zi4) e degli esempi traslitterati e aventi entrambe le grafie.
| Hanzi semplificato 简体字 簡體字 | Hanzi tradizionale 繁体字 繁體字 | Pinyin 拼音 (cifra-tono) | Esempio in caratteri semplificati e tradizionali 有简体字与繁体字的例子 有簡體字與繁體字的例子 you3 jian3ti3zi4 yu3 fan2ti3zi4 de5 li4zi5                                                          |
| -------------------------------- | -------------------------------- | ------------------------ | --- |
| 爱                               | 愛                               | ai4                      | 爱好，愛好 ai4hao3 爱人，愛人 ai4ren2 |
| 气                               | 氣                               | qi4                      | 不客气，不客氣 bu2ke4qi5 生气，生氣 sheng1qi4 |
| 电                               | 電                               | dian4                    | 电吉他，電吉他 dian4ji2ta1 电力，電力 dian4li4 |
| 话                               | 話                               | hua4                     | 电话，電話 dian4hua4 客套话，客套話 ke4tao4hua4 |
| 点                               | 點                               | dian3                    | 一点墨水，一點墨水 yi4 dian3 mo4shui3 一点雨，一點雨 yi4 dian3 yu3 (!!! sandhi tonale) |
| 脑                               | 腦                               | nao3                     | 电脑，電腦 dian4nao3 脑子，腦子 nao3zi5 |
| 视                               | 視                               | shi4                     | 电视，電視 dian4shui4 重视，重視 zhong4shi4 |
| 东                               | 東                               | dong1                    | 东西，東西 dong1xi1 东方，東方 dong1fang1 |
| 读                               | 讀                               | du2                      | 读书，讀書 du2 shu1 读大学，讀大學 du2 da4xue2 |
| 对                               | 對                               | dui4                     | 对不起，對不起 dui4bu5qi3 面对面，面對面 mian4dui4mian4 |
| 儿                               | 兒                               | er2                      | 儿子，兒子 er2zi5 事儿，事兒 shi4er2 |
| 饭                               | 飯                               | fan4                     | 吃饭，吃飯 chi1 fan4 ( 吃 può anche avere una forma tradizionale 喫 ) 米饭，米飯 mi3fan4 |
| 几                               | 幾                               | ji3                      | 几，幾 ji3 |
| 机                               | 機                               | ji1                      | 机器，機器 ji1qi4 |
| 飞                               | 飛                               | fei1                     | 飞机，飛機 fei1ji1 飞速，飛速 fei1su4 |
| 钟                               | 鐘                               | zhong1                   | 分钟，分鐘 fen1zhong1 钟塔，鐘塔 zhong1ta3 |
| 兴                               | 興                               | xing4                    | 高兴，高興 gao1xing4 兴奋，興奮 xing4fen4 |
| 个                               | 個                               | ge5                      | 个人，個人 ge4ren2 个子，個子 ge4zi5 (!!! quando è classificatore, perde il quarto tono, diventando neutro "ge5")                                                                                  |
| 汉                               | 漢                               | han4                     | 汉字，漢字 han4zi4 汉朝，漢朝 han4chao2 |
| 语                               | 語                               | yu3                      | 外语，外語 wai4yu3 母语，母語 mu3yu3 (!!! sandhi tonale) |
| 号                               | 號                               | hao4                     | 学号，學號 xue2hao4 逗号，逗號 dou4hao4 |
| 码                               | 碼                               | ma3                      | 号码，號碼 hao4ma3 密码，密碼 mi4ma3 |
| 会                               | 會                               | hui4                     | 我会说一点儿汉语。 我會說一點兒漢語。wo3 hui4 shuo1 yi4 dian3r han4yu3 我姐姐不会滑雪。 我妹妹不會滑雪。wo3 jie4jie5 bu2 hui4 xua2 xue3                                                            |
| 开                               | 開                               | kai1                     | 开会，開會 kai1 hui4 打开，打開 da3kai1 |
| 见                               | 見                               | jian4                    | 看见，看見 kan4jian4 明天见，明天見 ming2tian1 jian4 |
| 块                               | 塊                               | kuai4                    | 一块儿，一塊兒 yi2kuai4r |
| 来                               | 來                               | lai2                     | 未来，未來 wei4lai2 以来，以來 yi3lai2 |
| 师                               | 師                               | shi1                     | 老师，老師 lao3shi1 师傅，師傅 shi1fu5 |
| 里                               | 裡                               | li5, li3                 | 哪里，哪裡 na3li5 心里，心裡 xin1 li3 |
| 吗                               | 嗎                               | ma5                      | 你好吗？你好嗎？ni3 hao3 ma5? (!!! sandhi tonale) 你昨早跟他見面了嗎？ 你昨早跟他见面了吗？ ni3 zuo2zao3 gen1 ta1 jian4 mian4 le5 ma5?                                                             |
| 妈                               | 媽                               | ma5, ma1                 | 妈妈，媽媽 ma1ma5 爸妈，爸媽 ba4ma1 |
| 买                               | 買                               | mai3                     | 买东西，買東西 mai3 dong1xi1 买房子，買房子 mai3 fang2zi5 |
| 猫                               | 貓                               | mao1                     | 猫，貓 mao1 |
| 关                               | 關                               | guan1                    | 关系，關系 guan1xi5 关上，關上 guan1shang4 |
| 没                               | 沒                               | mei2                     | 没有，沒有 mei2 you3 老板还没来呢。 老板還沒來呢。 lao3ban3 hai2 mei2 lai2 ne5 (!!! sandhi tonale)                                                                                                 |
| 苹                               | 蘋                               | ping2                    | 苹果，蘋果 ping2guo3 苹果股份有限公司 蘋果股份有限公司 Ping2guo3 gu3fen4 you3xian4 gong1si1 |
| 钱                               | 錢                               | qian2                    | 付钱，付錢 fu4 qian2 现钱，現錢 xian4qian2 |
| 请                               | 請                               | qing3                    | 申请，申請 shen1qing3 好朋友，我请你一杯热咖啡！ 好朋友，我請你一杯熱咖啡！ hao3 peng2you5, wo3 qing3 ni3 yi4 bei1 re4 ka1fei1! (!!! sandhi tonale)                                                |
| 热                               | 熱                               | re4                      | 热黑茶，熱黑茶 re4 hei1cha2 热油，熱油 re4 you2 |
| 认                               | 認                               | ren4                     | 认为，認為 ren4wei4 认证，認証 ren4zheng4 |
| 识                               | 識                               | shi5, shi2               | 认识，認識 ren4shi5 知识，知識 zhi1shi2 |
| 谁                               | 誰                               | shei2, shui2 (più rara)  | 那个人是谁？ 那個人是誰？na4 ge5 ren2 shi4 shei2? 我也不知道这本意汉词典是谁的。 我也不知道這本意漢詞典是誰的。 wo3 ye3 bu4 zhi1dao4 zhe4 ben3 yi4han4 ci2dian3 shi4 shei2 de5 (!!! sandhi tonale) |
| 么                               | 麼                               | me5                      | 要么，要麼 yao4me5 么么，麼麼 me5me5 |
| 时                               | 時                               | shi2                     | 什么时候，什麼時候 shen2me5 shi2hou5 不时，不時 bu4shi2 |
| 书                               | 書                               | shu1                     | 书店，書店 shu1dian4 书面语，書面語 shu1mian4yu3 |
| 觉                               | 覺                               | jue2, jiao4              | 觉得，覺得 jue2de5 睡觉，睡覺 shui4 jiao4 |
| 说                               | 說                               | shuo1                    | 说英语，說英語 shuo1 han4yu3 瞎说，瞎說 xia4 shuo1 |
| 岁                               | 歲                               | sui4                     | 两岁，兩歲 liang3 sui4 孩子，你今年几岁了？ 孩子，你今年幾歲了？ hai2zi5, ni3 jin1nian2 ji3 sui4 le5?                                                                                              |
| 听                               | 聽                               | ting1                    | 听说，聽說 ting1shuo1 打听，打聽 da3ting1 |
| 学                               | 學                               | xue2                     | 学生，學生 xue2sheng1 当代社会学，當代社會學 dang1dai4 she4hui4xue2 |
| 们                               | 們                               | men5                     | 他们，他們 ta1men5 同学们好！同學們好！ tong2xue2men5 hao3! |
| 欢                               | 歡                               | huan1                    | 欢迎，歡迎 huan1ying2 喜欢，喜歡 xi3huan1 |
| 现                               | 現                               | xian4                    | 现在，現在 xian4zai4 现况，現況 xian4kuang4 |
| 写                               | 寫                               | xie3                     | 写字台，寫字台 xie3zi4tai2 写信，寫信 xie3 xin4 |
| 谢                               | 謝                               | xie4                     | 感谢，感謝 gan3xie4 谢天谢地，謝天謝地 xie4tian1xie4di4 |
| 习                               | 習                               | xi2                      | 习近平，習近平 Xi2 Jin4ping2 习惯，習慣 xi2guan4 |
| 医                               | 醫                               | yi1                      | 医院，醫院 yi1yuan4 医生，醫生 yi1sheng1 |
| 样                               | 樣                               | yang4                    | 怎么样，怎麼樣 zen3me5yang4 一样，一樣 yi2yang4 |
| 这                               | 這                               | zhe4                     | 这两本书，這兩本書 zhe4 liang3 ben3 shu1 (!!! sandhi tonale) 这种批评，這種批評 zhe4 zhong3 pi1ping2 (!!! "zhei4", fusione colloquiale di 这 e 一, di solito si scrive a priori 這)                |
| 国                               | 國                               | guo2                     | 泰国，泰國 Tai4guo2 韩国，韓國 Han2guo2 |
| 帮                               | 幫                               | bang1                    | 帮助，幫助 bang1zhu4 |
| 报                               | 報                               | bao4                     | 报告，報告 bao4gao4 |
| 纸                               | 紙                               | zhi3                     | 报纸，報紙 bao4zhi3 |
| 宾                               | 賓                               | bin1                     | 宾士，賓士 bin1shi4 |
| 馆                               | 館                               | guan3                    | 博物馆，博物館 bo2wu4guan3 |
| 长                               | 長                               | chang2                   | 很长时间，很長時間 hen3 chang2 shi2jian1 |
| 从                               | 從                               | cong2                    | 服从命令，服從命令 fu4cong2 ming4ling2 |
| 错                               | 錯                               | cuo4                     | 错字，錯字 cuo4 zi4 |
| 篮                               | 籃                               | lan2                     | 篮球比赛，籃球比賽 lan2qiu2 bi3sai4 |
| 务                               | 務                               | wu4                      | 任务，任務 ren2wu4 |
| 员                               | 員                               | yuan2                    | 管理员，管理員 guan3li3yuan2 (!!! sandhi tonale) |
| 诉                               | 訴                               | su4                      | 告诉，告訴 gao4su4 |
| 给                               | 給                               | gei3                     | 给，給 gei3 |
| 车                               | 車                               | che1                     | 卡车，卡車 ka3che1 |
| 贵                               | 貴                               | gui4                     | 宝贵，寶貴 bao3gui4 |
| 过                               | 過                               | guo4, guo5               | 通过，通過 tong1guo4 学过，學過 xue2 guo5 |
| 远                               | 還                               | yuan3                    | 遥远，遙遠 yao3yuan3 (!!! sandhi tonale) |
| 红                               | 紅                               | hong2                    | 红唇，紅唇 hong2chun3 |
| 场                               | 場                               | chang3                   | 两场雪，兩場雪 liang3 chang3 xue3 (!!! sandhi tonale) |
| 难                               | 難                               | nan2                     | 难点，難點 nan2dian3 |
| 绍                               | 紹                               | shao4                    | 介绍，介紹 jie4shao4 |
| 进                               | 進                               | jin4                     | 附近，附近 fu4jin4 |
| 试                               | 試                               | shi4                     | 考试，考試 kao3shi4 |
| 课                               | 課                               | ke4                      | 两节课，兩節課 liang3 jie2 ke4 |
| 乐                               | 樂                               | yue4, le4                | 音乐，音樂 yin1yue4 快乐，快樂 kuai4le4 |
| 离                               | 離                               | li2                      | 离开，離開 li2kai1 |
| 两                               | 兩                               | liang2                   | 两只狗，兩隻狗 liang3 zhi1 gou3 |
| 卖                               | 賣                               | mai4                     | 卖国，賣國 mai4 guo2 |
| 门                               | 門                               | men2                     | 门口，門口 men2kou3 |
| 条                               | 條                               | tiao2                    | 两条狗，兩條狗 liang3 tiao2 gou3 |
| 边                               | 邊                               | bian1                    | 这边，這邊 zhe4bian5 |
| 铅                               | 鉛                               | qiang1                   | 铅笔，鉛筆 qian1bi3 |
| 笔                               | 筆                               | bi3                      | 毛笔，毛筆 mao2bi3 |
| 让                               | 讓                               | rang4                    | 让他休息几分钟吧！ 讓他休息幾分鐘吧！rang4 ta1 xiu1xi5 ji3 fen1zhong1 ba5! |
| 体                               | 體                               | ti3                      | 体制，體制 ti3zhi4 |
| 虽                               | 雖                               | sui1                     | 虽说，雖説 sui1shuo1 |
| 题                               | 題                               | ti2                      | 问题，問題 wen4ti2 |
| 为                               | 為                               | wei4, wei2               | 为什么，爲什麽 wei4shen2me5 以中国文化为主，以西方技术为辅 以中國文化為主，以西方技術為輔 yi3 Zhong1guo2 wen2hua4 wei2 zhu3, yi3 xi1fang1 ji4shu4 wei2 fu3                                         |
| 问                               | 問                               | wen4                     | 问好，問好 wen4 hao3 |
| 颜                               | 顏                               | yan2                     | 颜色，顔色 yan2se4 |
| 药                               | 藥                               | yao1                     | 药水，藥水 yao1shui3 |
| 经                               | 經                               | jing1                    | 已经，已經 yi3jing1 |
| 阴                               | 陰                               | yin1                     | 阴阳论，陰陽論 Yin1Yang2lun4 |
| 鱼                               | 魚                               | yu2                      | 两条鱼，兩條魚 liang3 tiao2 yu2 |
| 运                               | 運                               | yun4                     | 幸运，幸運 xing4yun4 |
| 动                               | 動                               | dong4                    | 运动，運動 yun4dong4 |
| 着                               | 著                               | zhe5, zhao2              | 校门开着，校門開著 xiao4men2 kai1 zhe5. 我房子着火啦！我房子着火啦！wo3 fang2zi5 zhao2 huo3 la5!                                                                                                   |
| 备                               | 備                               | bei4                     | 准备，準備 zhun3bei4 |
| 静                               | 靜                               | jing4                    | 安静，安靜 an1jing4 |
| 办                               | 辦                               | ban4                     | 办法，辦法 ban4fa2 |
| 饱                               | 飽                               | bao3                     | 吃饱，吃飽 chi1bao3 |
| 饥                               | 飢                               | ji1                      | 饥饿，飢餓 ji1e3 (!!! con il sistema cifra-tono, l'apostrofo non è strettamente necessario perché la cifra funge da separatore tra le due vocali)                                                  |
| 较                               | 較                               | jiao4                    | 比较，比較 bi3jiao4 |
| 变                               | 變                               | bian4                    | 变化，變化 bian4hua4 |
| 别                               | 別                               | bie2                     | 别人，別人 bie2ren2 |
| 单                               | 單                               | dan1                     | 菜单，菜單 cai4dan1 |
| 参                               | 參                               | can1                     | 参加，參加 can1jia1 |
| 层                               | 層                               | ceng2                    | 层楼，層樓 ceng2lou2 |
| 衬                               | 襯                               | chen4                    | 衬衫，襯衫 chen4shan1 |
| 绩                               | 績                               | ji4                      | 成绩，成績 cheng2ji4 |
| 迟                               | 遲                               | chi2                     | 迟到，遲到 chi2dao4 |
| 词                               | 詞                               | ci2                      | 词典，詞典 ci2dian3 |
| 扫                               | 掃                               | sao3                     | 打扫，打掃 da3sao3 (!!! sandhi tonale) |
| 带                               | 帶                               | dai4                     | 带来，帶來 dai4lai2 |
| 担                               | 擔                               | dan1                     | 担心，擔心 dan1xin1 |
| 当                               | 當                               | dang1, dang4             | 当然，當然 dang1ran2 当天，當天 dang4tian1 |
| 签                               | 簽                               | qian1                    | 签证，簽證 qian1zheng4 |
| 证                               | 證                               | zheng4                   | 保证，保證 bao3zheng4 |
| 铁                               | 鐵                               | tie3                     | 地铁，地鐵 di4tie3 |
| 图                               | 圖                               | tu2                      | 地图，地圖 di4tu2 |
| 邮                               | 郵                               | you2                     | 邮票，郵票 you2piao4 |
| 锻                               | 鍛                               | duan4                    | 锻炼，鍛煉 duan4lian4 |
| 炼                               | 煉                               | lian4                    | 教练员，教練員 jiao4lian4yuan2 |
| 发                               | 發                               | fa1                      | 发言人，發言人 fa1yan2ren2 |
| 发                               | 髮                               | fa4, fa5                 | 理发店，理髮店 li3fa4dian4 头发，頭髮 tou2fa5 |
| 头                               | 頭                               | tou2                     | 头疼，頭疼 tou2teng2 |
| 烧                               | 燒                               | shao1                    | 发烧，發燒 fa1shao1 |
| 复                               | 復                               | fu4                      | 复习，復習 fu4xi2 |
| 据                               | 據                               | ju4                      | 根据，根據 gen1ju4 |
| 园                               | 園                               | yuan2                    | 公园，公園 gong1yuan2 |
| 风                               | 風                               | feng1                    | 中风，中風 zhong4feng1 (!!! 中 in altri contesti si pronuncia zhong1) |
| 刮                               | 颳                               | gua1                     | 刮风，颳風 gua1 feng1 |
| 于                               | 於                               | yu2                      | 关于，關於 guan1yu2 |
| 还                               | 還                               | hai2                     | 还是，還是 hai2shi4 |
| 护                               | 護                               | hu4                      | 护照，護照 hu4zhao4 |
| 画                               | 畫                               | hua4                     | 画画儿，畫畫兒 hua4 hua4r |
| 坏                               | 壞                               | huai4                    | 破坏，破壞 po4huai4 |
| 环                               | 環                               | huan2                    | 环境，環境 huan2jing4 |
| 还                               | 還                               | huan4                    | 还钱，還錢 huan4 qian2 |
| 黄                               | 黃                               | huang2                   | 黄河，黃河 Huang2 he2 |
| 极                               | 極                               | ji2                      | 极了，極了 ji2le5 |
| 节                               | 節                               | jie2                     | 节日，節日 jie2ri4 |
| 检                               | 檢                               | jian3                    | 检查，檢查 jian3cha2 |
| 体                               | 體                               | ti3                      | 体制，體制 ti3zhi4 |
| 讲                               | 講                               | jiang3                   | 讲话，講話 jiang3 hua4 |
| 脚                               | 腳                               | jiao3                    | 脚跟，腳跟 jiao3gen1 |
| 决                               | 決                               | jue2                     | 决定，決定 jue2ding4 |
| 旧                               | 舊                               | jiu4                     | 破旧，破舊 po4jiu4 |
| 调                               | 調                               | tiao2                    | 空调，空調 kong1tiao2 |
| 裤                               | 褲                               | ku4                      | 裤子，褲子 ku4zi5 |
| 历                               | 歷                               | li4                      | 历史，歷史 li4shi3 |
| 脸                               | 臉                               | lian3                    | 脸上，臉上 lian3 shang3 |
| 辆                               | 輛                               | liang4                   | 车辆，車輛 che1liang4 |
| 邻                               | 鄰                               | lin2                     | 邻居，鄰居 lin2ju1 |
| 楼                               | 樓                               | lou2                     | 摩天大楼，摩天大樓 mo4tian1da4lou2 |
| 鸟                               | 鳥                               | niao3                    | 鸟，鳥 niao3 |
| 盘                               | 盤                               | pan2                     | 光盘，光盤 guang1pan2 |
| 实                               | 實                               | shi2                     | 实在，實在 shi2zai4 |
| 骑                               | 騎                               | qi2                      | 骑摩托车，騎摩托車 qi2 mo2tuo1che1 |
| 热                               | 熱                               | re4                      | 热天气，熱天氣 re4 tian1qi4 |
| 伞                               | 傘                               | san3                     | 雨伞，雨傘 yu3san3 (!!! sandhi tonale) |
| 网                               | 網                               | wang3                    | 在网上，在網上 zai4 wang3 shang4 |
| 试                               | 試                               | shi4                     | 口试，口試 kou3shi4 |
| 声                               | 聲                               | sheng1                   | 声音，聲音 sheng1yin1 |
| 树                               | 樹                               | shu4                     | 一棵树，一棵樹 yi1 ke4 shu4 |
| 双                               | 雙                               | shuang1                  | 一双皮鞋，一雙皮鞋 yi4 shuang1 pi2xie2 |
| 毕                               | 畢                               | bi4                      | 毕业，畢業 bi4 ye4 |
| 业                               | 業                               | ye4                      | 服务业，服務業 fu2wu4ye4 |
| 标                               | 標                               | biao1                    | 目标，目標 mu4biao1 标准，標準 biao1zhun3 |
| 扬                               | 揚                               | yang2                    | 表扬，表揚 biao3yang2 |
| 赞                               | 贊                               | zan3                     | 赞扬，贊揚 zan3yang2 |
| 干                               | 乾                               | gan1                     | 饼干，餅乾 bin3gan1 |
| 饼                               | 餅                               | bing3                    | 月饼，月餅 yue4bing3 |
| 仅                               | 僅                               | jin3                     | 不仅，不僅 bu4jin2 仅仅，僅僅 jin3jin3 (!!! sandhi tonale) |
| 厅                               | 廳                               | ting1                    | 餐厅，餐廳 can1ting1 客厅，客廳 ke4ting1 |
| 诚                               | 誠                               | cheng2                   | 诚实，誠實 cheng2shi2 |
| 钞                               | 鈔                               | chao1                    | 钞票，鈔票 chao1piao4 假钞，假鈔 jia3chao1 |
| 惊                               | 驚                               | jing4                    | 吃惊，喫驚 chi1 jing4 |
| 册                               | 冊                               | ce4                      | 地图册，地圖冊 di4tu2ce4 册子，冊子 ce4zi5 |
| 厨                               | 厨                               | chu2                     | 厨房，厨房 chu2fang2 厨师，厨師 chu2shi1 |
| 误                               | 誤                               | wu4                      | 错误，錯誤 cuo4wu4 |
| 扰                               | 擾                               | rao3                     | 打扰，打擾 da3rao3 (!!! sandhi tonale) |
| 针                               | 對                               | zhen1                    | 打针，打針 da3 zhen1 针对性，針對性 zhen1dui4xing4 |
| 约                               | 約                               | yue1                     | 大约，大約 da4yue1 |
| 导                               | 導                               | dao3                     | 导游，導游 dao3you2 |
| 处                               | 處                               | chu4                     | 到处，到處 dao4chu4 别处，別處 bie2chu4 |
| 丢                               | 丟                               | diu1                     | 丢钱包，丟錢包 diu1 qian2bao1 丢信用卡，丟信用卡 diu1 xin4yong4ka3 |
| 译                               | 譯                               | yi4                      | 翻译，翻譯 fan1yi4 |
| 恼                               | 惱                               | nao3                     | 烦恼，煩惱 fan4nao3 |
| 弃                               | 棄                               | qi4                      | 放弃，放棄 fang4qi4 |
| 松                               | 鬆                               | song1                    | 放松，放鬆 fang4song1 (attento 一棵松樹) |
| 则                               | 則                               | ze2                      | 否则，否則 fou3ze2 |
| 亲                               | 親                               | qin1                     | 父亲，父親 fu4qin1 亲戚，親戚 qin1qi1 |
| 责                               | 責                               | ze2                      | 负责，負責 fu4ze2 |
| 复                               | 複                               | fu4                      | 复印，複印 fu4yin4 (diverso da 復習 fu4xi2: 復 "ripassare" vs 複 "fotocopiare/duplicare") |
| 赶                               | 趕                               | gan3                     | 赶到，趕到 gan3dao4 |
| 干                               | 幹                               | gan1                     | 干活儿，幹活兒 gan1 huo2r (non ha carattere uguale a 餅乾 bing3gan1: 幹 "secchezza" <del cibo cotto> vs 乾 "fare")                                                                                 |
| 刚                               | 剛                               | gang1                    | 刚才，剛才 gang1cai2 刚刚，剛剛 gang1gang1 |
| 钢                               | 鋼                               | gang1                    | 钢厂，鋼廠 gang1chan2 钢材，鋼材 gang1cai2 |
| 资                               | 資                               | zi1                      | 工资，工資 gong1zi1 资本，資本 zi1ben2 |
| 购                               | 購                               | gou3                     | 购物，購物 gou3 wu4 选购，選購 xuan3gou3 (!!! sandhi tonale) |
| 选                               | 選                               | xuan3                    | 选择，選擇 xuan3ze2 挑选，挑選 tiao4xuan3 |
| 够                               | 夠                               | gou4                     | 能够，能夠 neng2gou4 |
| 计                               | 計                               | ji4                      | 估计，估計 gu1ji4 |
| 键                               | 鍵                               | jian4                    | 关键，關鍵 guan1jian4 |
| 广                               | 廣                               | chang3                   | 广告，廣告 guang3gao4 广场，廣場 guang3chang3 (!!! sandhi tonale) |
| 规                               | 規                               | gui1                     | 规定，規定 gui1ding4 规划，規劃 gui1hua4 |
| 际                               | 際                               | ji4                      | 国际，國際 guo2ji4 |
| 联                               | 聯                               | lian4                    | 联系，聯係 lian2xi4 |
| 怀                               | 懷                               | huai2                    | 怀疑，懷疑 huai2yi2 怀孕，懷孕 huai2yun4 |
| 忆                               | 憶                               | yi4                      | 回忆，回憶 hui2yi4 |
| 泼                               | 潑                               | po5                      | 活泼，活潑 huo2po5 |
| 获                               | 獲                               | huo4                     | 获得，獲得 huo4de2 |
| 积                               | 積                               | ji1                      | 面积，面積 mian4ji1 积极，積極 ji1ji2 |
| 础                               | 礎                               | chu3                     | 基础，基礎 ji1chu3 |
| 划                               | 劃                               | hua4                     | 计划，計劃 ji4hua4 |
| 饺                               | 餃                               | jiao3                    | 饺子，餃子 jiao3zi5 水饺，水餃 shui3jiao3 (!!! sandhi tonale) |
| 馒                               | 饅                               | man2                     | 馒头，饅頭 man2tou5 |
| 艺                               | 藝術                             | yi4                      | 艺术，藝術 yi4shu4 |
| 继                               | 繼                               | ji4                      | 继续，繼續 ji4xu4 |
| 续                               | 續                               | xu4                      | 持续，持續 chi2xu4 |
| 坚                               | 堅                               | jian1                    | 坚持，堅持 jian1chi2 坚冰，堅冰 jian1bing4 |
| 减                               | 減                               | jian3                    | 减少，減少 jian3shao3 (!!! sandhi tonale) 减肥，減肥 jian3 fei2 |
| 奖                               | 獎                               | jiang3                   | 奖金，獎金 jiang3jin1 大奖，大獎 da4jiang3 |
| 将                               | 將                               | jiang1                   | 将来，將來 jiang1lai2 |
| 区                               | 區                               | qu1                      | 郊区，郊區 jiao1qu1 山区，山區 shan1qu1 |
| 骄                               | 驕                               | jiao1                    | 骄傲，驕傲 jiao1ao4 |
| 懒                               | 懶                               | lan3                     | 睡懒觉，睡懶覺 shui4lan3jiao4 |
| 费                               | 費                               | fei4                     | 浪费，浪費 lang4fei4 学费，學費 xue2fei4 |
| 厉                               | 厲                               | li4                      | 厉害，厲害 li4hai5 |
| 俩                               | 倆                               | lia3                     | 他们俩，他們倆 ta1men5 lia3 咱（们）俩，咱（們）倆 zan2(men5) lia3 |
| 连                               | 連                               | lian2                    | 大连市，大連市 Da4lian2 shi4 |
| 凉                               | 涼                               | liang2                   | 凉快，涼快 laing2kuai5 |
| 乱                               | 亂                               | luan4                    | 乱七八糟，亂七八糟 luan4qi1ba1zao1 |
| 丽                               | 麗                               | li4                      | 美丽，美麗 mei3li4 |
| 梦                               | 夢                               | meng4                    | 好梦，好夢 hao3meng4 噩梦，噩夢 e4meng4 |
| 内                               | 內                               | nei4                     | 以内，以內 (oppure non varia: 以内 ) yi3nei4 |
| 龄                               | 齡                               | ling2                    | 年龄，年齡 nian2ling2 |
| 尔                               | 爾                               | er3                      | 偶尔，偶爾 ou3er3 (!!! sandhi tonale) |
| 队                               | 隊                               | dui4                     | 排队，排隊 pai2dui4 足球隊，足球隊 zu2qiu2sai4 |
| 断                               | 斷                               | duan4                    | 判断，判斷 pan4duan4 |
| 评                               | 評                               | ping2                    | 批评，批評 pi1ping2 评论，評論 ping2lun4 |
| 肤                               | 膚                               | fu1                      | 皮肤，皮膚 pi2fu1 |
| 骗                               | 騙                               | pian4                    | 骗子，騙子 pian4zi5 骗人，騙人 pian4 ren2 |
| 桥                               | 橋                               | qiao2                    | 桥梁，橋梁 qiao2liang2 汉语桥比赛，漢語橋比賽 Han4yu3qiao2 bi3sai4 |
| 轻                               | 輕                               | qing1                    | 年轻，年輕 nian2qing1 |
| 况                               | 況                               | kuang4                   | 况且，況且 kuang4qie3 情况，情況 qing2kuang4 |
| 贫                               | 貧                               | pin2                     | 贫富，貧富 pin2fu4 |
| 穷                               | 窮                               | qiong2                   | 贫穷，貧窮 pin2qiong2 |
| 确                               | 確                               | que4                     | 准确，準確 zhun3que4 确实，確實 que4shi2 |
| 闹                               | 鬧                               | nao5                     | 热闹，熱鬧 re4nao5 |
| 伤                               | 傷                               | shang1                   | 伤心，傷心 shang1xin1 擦伤，擦傷 ca1shang1 |
| 败                               | 敗                               | bai4                     | 失败，失敗 shi1bai4 |
| 货                               | 貨                               | huo4                     | 货物，貨物 huo4wu4 售货员，售貨員 hou4huo4yuan2 |
| 输                               | 輸                               | shu1                     | 输钱，輸錢 shu1 qian2 |
| 数                               | 數                               | shu4                     | 数量，數量 shu4liang4 数学，數學 shu4xue2 |
| 顺                               | 順                               | shun4                    | 顺序，順序shun4xu4 顺利，順利 shun4li4 |
| 随                               | 隨                               | sui2                     | 随便，隨便 sui2bian4 |
| 孙                               | 孫                               | sun1                     | 孙子，孫子 sun1zi5 孙中山，孫中山 Sun1 Zhong1shan1 |
| 屿                               | 嶼                               | yu3                      | 岛屿，島嶼 dao3yu3 (!!! sandhi tonale) |
| 岛                               | 島                               | dao3                     | 群岛，群島 qun2dao3 半岛，半島 ban4dao3 |
| 台                               | 臺                               | tai2                     | 台湾岛，臺灣島 Tai2wan1 dao3 台北市，臺北市 Tai2bei3 shi4 |
| 湾                               | 灣                               | wan1                     | 海湾，海灣 hai3wan1 东京湾，東京灣 Dong1jing1 wan1 |
| 态                               | 態                               | tai4                     | 态度，態度 tai4du4 |
| 弹                               | 彈                               | tan2                     | 弹电吉他，彈電吉他 tan2 dian4ji2ta1 弹钢琴，彈鋼琴 tan2 gang1qin2 |
| 汤                               | 湯                               | tang1                    | 酸辣汤，酸辣湯 suan1la4tang1 鱼汤，魚湯 yu2tang1 |
| 鸡                               | 鷄                               | ji1                      | 雄鸡，雄鷄 xiong2ji1 鸡蛋汤，鷄蛋湯 ji1dan4tang1 |
| 讨                               | 討                               | tao3                     | 讨论，討論 tao3lun4 |
| 厌                               | 厭                               | yan4                     | 讨厌，討厭 tao3yan4 |
| 脱                               | 脫                               | tuo1                     | 脱裤子，脫褲子 tuo1 ku4zi5 |
| 袜                               | 襪                               | wa4                      | 袜子，襪子 wa4zi5 |
| 险                               | 險                               | xian3                    | 危险，危險 wei1xian3 保险，保險 bao1xian3 |
| 无                               | 無                               | wu2                      | 无中生有的，無中生有的 wu2zhong1sheng1you3 de5 无聊，無聊 wu2liao2 |
| 咸                               | 鹹                               | xian2                    | 咸水，鹹水 xian2shui3 |
| 详                               | 詳                               | xiang2                   | 详细，詳細 xiang2xi4 |
| 细                               | 細                               | xi4                      | 细雨，細雨 xi4yu3 |
| 奋                               | 奮                               | fen4                     | 奋斗，奮鬥 fen3dou3 |
| 斗                               | 鬥                               | dou3                     | 战斗，戰鬥 zhan4dou3 |
| 战                               | 戰                               | zhan4                    | 挑戰，挑戰 tiao4 zhan4 战车，戰車 zhan4che1 |
| 许                               | 許                               | xu3                      | 许多，許多 xu3duo1 |
| 压                               | 壓                               | ya1                      | 压力，壓力 ya1li4 |
| 亚                               | 亞                               | ya4                      | 亚洲，亞洲 Ya4zhou1 |
| 严                               | 嚴                               | yan2                     | 严重，嚴重 yan2zhong4 严峻，嚴峻 yan2su4 |
| 盐                               | 鹽                               | yan2                     | 盐湖，鹽湖 yan2hu2 |
| 养                               | 養                               | yang3                    | 养成，養成 yang3cheng2 |
| 钥                               | 鑰                               | yao4                     | 钥匙，鑰匙 yao4shi5 |
| 页                               | 頁                               | ye4                      | 首页，首頁 shou3ye4 尾页，尾頁 wei3ye4 |
| 术                               | 術                               | shu4                     | 技术，技術 ji4shu4 术语，術語 shu4yu3 |
| 议                               | 議                               | yi4                      | 会议，會議 hui4yi4 |
| 赢                               | 贏                               | ying2                    | 赢利，贏利 ying2li4 (sinonimo di 盈利 ying2li4) |
| 优                               | 優                               | you1                     | 优化，優化 you1hua4 优点，優點 you1dian3 |
| 谊                               | 誼                               | yi4                      | 友谊，友誼 you3yi4 |
| 与                               | 與                               | yu3                      | 与，與 yu3 |
| 预                               | 預                               | yu4                      | 预习，預習 yu4xi2 预报，預報 yu4bao4 |
| 阅                               | 閲                               | yue4                     | 阅读，閲讀 yue4du2 |
| 云                               | 雲                               | yun2                     | 黑云，黑雲 hei1yun2 幸运，幸運 xing4yun4 |
| 暂                               | 暫                               | zan4                     | 暂时，暫時 zan4shi2 |
| 杂                               | 雜                               | za2                      | 杂志，雜志 za2zhi4 复杂，複雜 fu4za2 |
| 脏                               | 髒                               | zang1                    | 弄脏，弄髒 nong4zang1 |
| 责                               | 責                               | ze2                      | 责任感，責任感 ze4ren2gan3 |
| 线                               | 綫                               | xian4                    | 占线，占綫 zhan4xian4 路线，路綫 lu4xian4 |
| 围                               | 圍                               | wei2                     | 周围，周圍 zhou1wei2 |
| 贺                               | 賀                               | he4                      | 祝贺，祝賀 zhu4he4 |
| 专                               | 專                               | zhuan1                   | 专业，專業 zhuan1ye4 专家，專家 zhuan1jia1 |
| 转                               | 轉                               | zhuan3                   | 转告，轉告 zhuan3gao4 |
| 赚                               | 賺                               | zhuan4                   | 赚钱 ，賺錢 zhuan4 qian2 (sinonimo di 挣钱 zheng4 qian2 anche se non necessariamente sinonimo di 发财 fa1cai2)                                                                                     |
| 结                               | 結                               | jie2                     | 结婚，結婚 jie2 hun1 结论，結論 jie3lun4 |